# Metlača
Metlača (aira, busika, metlica; lat. Aira), rod jednogodišnjeg bilja iz porodice trava. Postoji 11 vrsta koje rastu po Europi i dijelovima Azije i Afrike. U Hrvatskoj su karanfilska metlača (A. caryophyllea), vlasasta metlača (A. elegans) i rana metlača A. praecox

## Vrste
1. Aira caryophyllea L.
2. Aira cupaniana Guss.
3. Aira elegans Willd. ex Roem. & Schult.
4. Aira hercynica Romero Zarco, M.Á.Ortiz & L.Sáez
5. Aira minoricensis P.Fraga, Romero Zarco & L.Sáez
6. Aira multiculmis Dumort.
7. Aira praecox L.
8. Aira provincialis Jord.
9. Aira scoparia Adamovic
10. Aira tenorei Guss.
11. Aira uniaristata Cav.

## Sinonimi
- Aspris Adans.
- Caryophyllea Opiz
- Fiorinia Parl.
- Fussia Schur
- × Salmasia Bubani